# Motorlet Praga
FK Motorlet Praga – klub piłkarski z dzielnicy Jinonice w Pradze. Od sezonu 2019/2020 występuje w grupie A czeskiej III ligi (cz.
Česká fotbalová liga).
W sezonie 1963/1964 występował w czechosłowackiej I lidze pod nazwą Spartak Motorlet. 

## Historia
14 września 1912 w Jinonicach (w 1922 włączonych do Pragi) powstała drużyna piłkarska, która rok później przekształciła się w klub pod nazwą SK Butovice. 
Po awansie klubu do ówczesnej trzeciej ligi (II. třída) wiosną 1924 rozpoczęła się budowa obecnego boiska, która spowodowała zadłużenie klubu i spadek. W 1930 klub zmienił nazwę na SK Praha XVII (od ówczesnego numeru dzielnicy), a w 1937 awansował na drugi poziom rozgrywkowy (I. třída). 
W 1948 doszło do połączenia SK Praha XVII, założonego w 1926 SK Walter (klubu przy fabryce motocykli) i Viktorii Jinonice w jeden klub pod nazwą DSO Sokol Šverma Jinonice. W 1955 klub już pod nazwą Spartak Motorlet awansował do podzielonej na trzy grupy czechosłowackiej II ligi, którą wygrał w 1963 i awansował do I ligi. 
W swoim jedynym sezonie na najwyższym szczeblu rozgrywkowym Motorlet odniósł tylko jedno zwycięstwo (27 marca 1964 wygrał 2:1 z TJ VSS Košice) i z siedmioma punktami spadł z ostatniego, 14. miejsca w lidze. 14 marca 1964 przegrany mecz ze Spartą Praga (0:5) na stadionie Motorletu miało obejrzeć rekordowe 15 tysięcy widzów. Zawodnikami Motorletu byli wówczas wcześniejsi reprezentanci Czechosłowacji i byli zawodnicy praskich "S" (Slavii i Sparty) Jan Hertl, Otto Hemele i Jiří Pešek.  
Rok po spadku z I ligi Motorlet zajął 11. miejsce w drugoligowej grupie A i spadł do III ligi (Divize B). Na drugim poziomie rozgrywkowym Motorlet występował jeszcze w sezonie 1983/1984 (15. miejsce i spadek). W latach 1981–1987, 1991–1992 (spadek z ostatniego miejsca) i 2009–2010 (spadek z ostatniego miejsca) klub występował na trzecim poziomie rozgrywkowym.  
W 2010 sekcja piłkarska oddzieliła się od klubu sportowego SK Motorlet Praha, a rok później przyjęła obecną nazwę. SK Motorlet zajmuje wybudowany w 2020 nowy budynek klubowy i oprócz zarządzania sekcją żaków prowadzi sekcje pływania i gimnastyki artystycznej.   
Obecnie Motorlet występuje w czeskiej III lidze (Česká fotbalová liga), gdzie awansował w 2019 zajmując 4. miejsce w Divize B (po rezygnacji z awansu Baníka Souš). Od września 2022 w drużynie Motorletu występuje były wieloletni reprezentant Słowacji i piłkarz m.in. Chelsea F.C., Fenerbahçe SK i Zagłębia Lubin, Miroslav Stoch.   
Motorlet jest klubem partnerskim Sparty Praga, z którą współpracuje w kwestiach szkolenia młodzieży.   

### Historyczne nazwy
- 1912 – SK Butovice (Sportovní kroužek Butovice, oddíl kopané)
- 1913 – SK Butovice (Sportovní klub Butovice)
- 1930 – SK Praha XVII (Sportovní klub Praha XVII)
- 1948 – DSO Sokol Jinonice (Dobrovolná sportovní organizace Sokol Jinonice) - fuzja z SK Viktoria Jinonice
- 1948 – DSO Sokol Šverma Jinonice (Dobrovolná sportovní organizace Sokol Šverma Jinonice) - fuzja z ZSJ Šverma Jinonice (wcześniej SK Walter)
- 1953 – DSO Spartak Motorlet Praha (Dobrovolná sportovní organizace Spartak Motorlet Praha)
- 1969 – TJ Motorlet Praha (Tělovýchovná jednota Motorlet Praha)
- 1990 – SSK Motorlet Praha
- 1994 – FC Patenidis Motorlet Praha (Football Club Patenidis Motorlet Praha)
- 2000 – SK Motorlet Praha (Sportovní klub Motorlet Praha)
- 2011 – FK Motorlet Praha (Fotbalový klub Motorlet Praha)

## Stadion

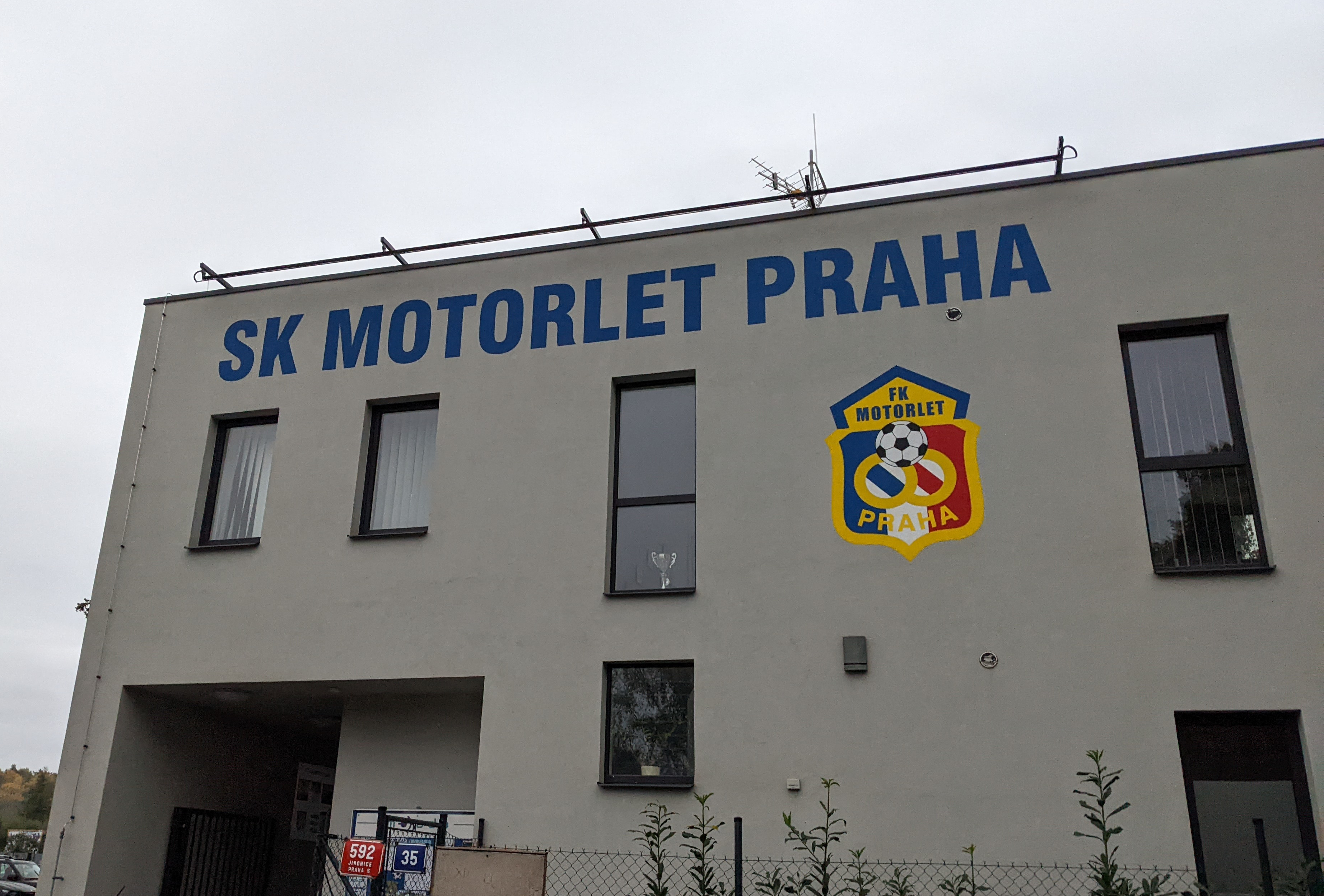
Budynek klubowy SK Motorlet (2022)
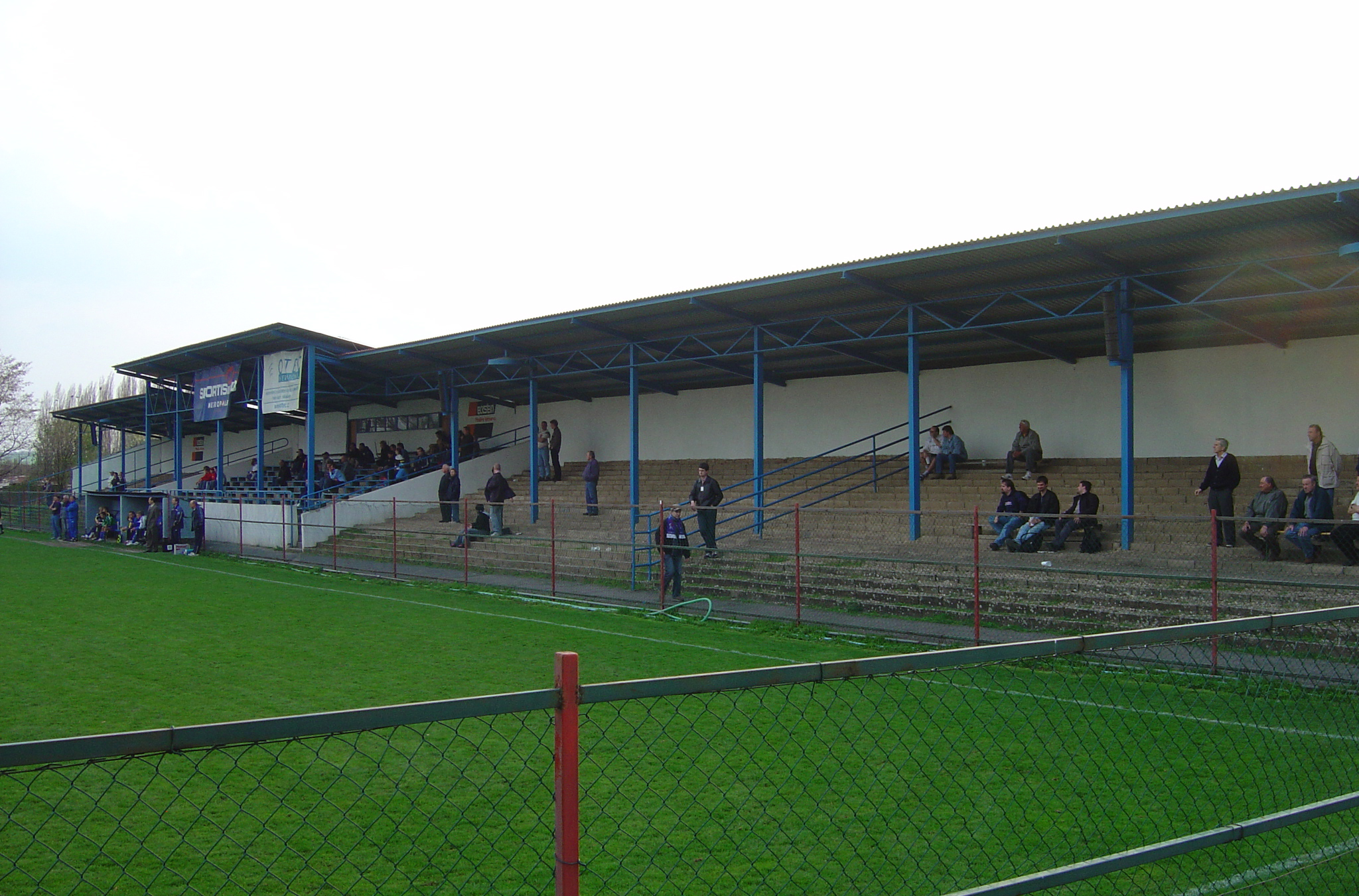
Trybuna główna stadionu (2005)

Od 1924 Motorlet rozgrywa spotkania na stadionie przy ulicy Butovická 35 (Praga 5) o pojemności 1500 widzów. Obok głównej płyty z trybuną znajdują się także boiska ze sztuczną nawierzchnią.

### Dojazd
- Autobusy:
  - linia 137 (przystanek Butovická)
- Metro:
  - linia B – stacja Jinonice (~850 m)

## Wychowankowie i byli gracze
- Gavin Christie
- Václav Blažejovský
- Jan Fortelný
- Martin Klein
- Petr Kostelník
- Jan Hertl
- Otto Hemele
- Jan Holenda
- Václav Migas
- František Mošnička
- Emil Mošnička
- Jiří Pešek
- Dominik Plechatý
- Martin Poustka
- Tomáš Požár
- Jiří Valenta
- Zdeněk Zikán
- Ján Geleta
- Miroslav Stoch